# Брус Буено де Мескита
Брус Буено де Мескита (на английски: Bruce Bueno de Mesquita) е американски политолог.

## Биография
Роден е на 24 ноември 1946 година в семейство на евреи, бежанци от Нидерландия и Белгия. През 1963 година получава бакалавърска степен от Нюйоркския градски университет, а през 1967 година защитава докторат в Мичиганския университет. Преподава в Мичиганския щатски университет (1971 – 1973), Рочестърския университет (1973 – 1994), Станфордския университет (1986 – 2010) и Нюйоркския университет (от 2001). Работи главно в областта на международните отношения.